# Îles Small
Les îles Small, en anglais Small Isles, en gaélique écossais Na h-Eileanan Tarsainn, sont un groupe d'îles faisant partie de l'archipel des Hébrides intérieures et située dans la mer des Hébrides, à l'Ouest de l'Écosse. Elles s'étendent du Sud de l'île de Skye au Nord de l'île de Mull. Les îles Small font partie du Council area de Highland.

## Géographie
La plus vaste des îles Small est Rùm, avec une superficie de 105 km2. Les trois autres îles principales sont Eigg, Muck et Canna.
D'autres îles plus petites entourent les quatre principales : Sanday, Horse Island, les îlots de Hyskeir, Garbh Sgeir, Eilean Chathastail et les écueils Humla, Dubh Sgeir et Eagamol.
Les îles Small font partie du comté de Lochaber.
Des liaisons maritimes existent entre les quatre îles des îles Small et Mallaig en Écosse.

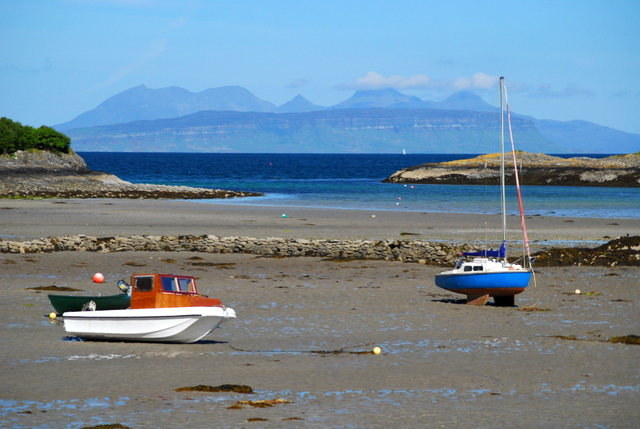
Vue sur l'île d'Eigg (au premier plan) et de Rùm depuis la baie de Glenuig sur la côte ouest de l'Écosse.